# Red Bud
Red Bud és una població dels Estats Units a l'estat d'Illinois. Segons el cens del 2000 tenia 3.422 habitants.

## Demografia
Segons el cens del 2000, Red Bud tenia 3.422 habitants, 1.370 habitatges, i 935 famílies. La densitat de població era de 629,2 habitants/km².
Dels 1.370 habitatges en un 31,5% hi vivien nens de menys de 18 anys, en un 55% hi vivien parelles casades, en un 10,2% dones solteres, i en un 31,7% no eren unitats familiars. En el 28,4% dels habitatges hi vivien persones soles el 16,4% de les quals corresponia a persones de 65 anys o més que vivien soles. El nombre mitjà de persones vivint en cada habitatge era de 2,4 i el nombre mitjà de persones que vivien en cada família era de 2,95.
Per edats la població es repartia de la següent manera: un 23,2% tenia menys de 18 anys, un 8,1% entre 18 i 24, un 25,9% entre 25 i 44, un 23% de 45 a 60 i un 19,9% 65 anys o més.
L'edat mediana era de 40 anys. Per cada 100 dones de 18 o més anys hi havia 81,8 homes.
La renda mediana per habitatge era de 40.300 $ i la renda mediana per família de 50.280 $. Els homes tenien una renda mediana de 36.049 $ mentre que les dones 20.957 $. La renda per capita de la població era de 19.967 $. Aproximadament el 6% de les famílies i el 9,4% de la població estaven per davall del llindar de pobresa.

## Poblacions més properes
El següent diagrama mostra les poblacions més properes.